# Carabella banksi
Carabella banksi là một loài nhện trong họ Salticidae.
Loài này thuộc chi Carabella. Carabella banksi được Arthur Merton Chickering miêu tả năm 1946.